# Centro (Costa de Marfil)
Centro fue uno de los cuatro departamentos originales de Costa de Marfil. Fue establecido en 1961, junto con los departamentos del Norte, del Sur, y del Oeste. Durante la existencia del Centro, los departamentos eran las subdivisiones administrativas de primer nivel de Costa de Marfil.
Utilizando los límites actuales como referencia, el territorio del departamento del Centro estaba compuesto por las regiones de Lacs, Marahoué, Vallée du Bandama y el distrito autónomo de Yamusukro.
En 1969, el Centro y los otros cinco departamentos existentes del país fueron suprimidos y reemplazados por 24 nuevos departamentos. El territorio del Centro se convirtió en los nuevos departamentos de Bouaflé, Bouaké, Dimbokro y Katiola.